# Controverses autour de South Park
La série animée South Park a fait face à de nombreuses polémiques depuis sa création, que ce soit pour son utilisation de la vulgarité ou pour la satire de sujets comme le racisme, la politique ou encore la religion. Pourtant, Stone et Parker attaquent bien souvent des deux côtés sans prendre réellement position.

## Vulgarité et politiquement incorrect
La série, très provocatrice et destinée à un public adulte, a eu de nombreux problèmes avec des organisations[Lesquelles ?] qui lui reprochaient d'être trop vulgaire. Certains produits dérivés South Park (en particulier des tee-shirts) furent même bannis de nombreuses écoles publiques et d'autres endroits publics[Où ?]. Ce cas est semblable à celui des t-shirt Bart Simpson au début des années 1990, après que la série Les Simpson fut accusée de contribuer à la délinquance juvénile. Comedy Central défendit South Park en notant que la série était diffusée pour un public mature (d'après le système de censure télévisuelle américain, le TV-MA) et n'est pas censée être regardée par les enfants. Ils ont aussi fait remarquer que la série était diffusée la nuit et jamais durant la journée, lorsque les enfants étaient susceptibles de la regarder.
Cependant, cet argument n'empêcha pas le Parents Television Council, le groupe de surveillance des médias, de fréquemment critiquer South Park, ainsi que d'autres programmes de Comedy Central tels que The Sarah Silverman Program ou encore Halfway Home, pour leur vulgarité poussive et leur goût pour le politiquement incorrect. Parmi les épisodes que le PTC a critiqués, notons l'épisode Y'en a dans le ventilo : pour son utilisation abusive du mot « merde ». Dans cet épisode, South Park a battu le record en utilisant le mot « merde » au total 162 fois, sans être censuré. L'épisode de 22 minutes emploie en moyenne un « merde » toutes les huit secondes, mesurés par un compteur montrant le nombre de fois où il a été prononcé. Une chanson de Mr. Garrison, « Salut, merde merde fiotte fiotte, merde merde fiotte fiotte, comment vas-tu? » ((en) « Hey, there, shitty shitty fag fag, shitty shitty fag fag, how do you do? » chanté sur le même ton que Chitty Chitty Bang Bang), répété deux fois, explique en partie comment « merde » fut si abondamment utilisé. Cet épisode est en réalité une satire d'un épisode de New York Police Blues, diffusé peu de temps avant, dans lequel un des personnages principaux dit la phrase « shit happens » sans être censuré, et du public américain qui en a discuté pendant des semaines. Un gag additionnel dans cet épisode autorise les personnages homosexuels et bisexuels à utiliser le mot « fiotte » librement, alors que les hétérosexuels sont bippés (cet épisode suggère par ailleurs que l'oncle de Stan, Jimbo, est gay ou bi car il parvient à dire « fiotte » sans être bippé). Dans la même veine, on retrouve 42 fois le mot « nègre » tout au long de l'épisode intitulé Avec nos excuses à Jesse Jackson. Fut également critiqué Cartoon Wars II, 200 et 201 :  pour avoir dépeint une désacralisation de Jésus Christ.
Cette vive critique n'a fait qu'augmenter, notamment à partir de la onzième saison dont un épisode apparut presque toutes les semaines dans leur « Pire Contenu du Câble de la Semaine » ((en)). Les appels à la censure ont  également augmenté en Grande-Bretagne après la diffusion américaine d'un épisode de la saison 11 appelé Chattomique, dans lequel la reine Élisabeth II se suicide après ses échecs pour annuler la Guerre d'indépendance des États-Unis. John Beyer, membre d'un groupe de surveillance de la télévision britannique (la version moderne de la National Viewers' and Listeners' Association de Mary Whitehouse), a dit de cet épisode qu'il était « grossièrement peu sensible ». Les Britanniques y sont référencés comme étant « les plus terribles ennemis que l'Amérique a jamais connus », cependant Kyle rappelle à la fin de l'épisode que les spectateurs « ne doivent pas caricaturer un peuple ou une race car, en réalité, la plupart du monde déteste l'Amérique ».

## Religion et spiritualité
Si les auteurs de South Park traitent avec humour beaucoup de sujets tabous ou sensibles, celui qui provoque le plus de débats est celui de la religion, apparaissant dans de nombreux épisodes controversés.

### La mort
South Park est connue pour traiter de sujets particulièrement sensibles tels que la mort. Elle caricature, par exemple, la vision dichotomique de l'Enfer et du Paradis dans de nombreux épisodes (Damien, South Park, le film, L'enfer sur terre 2006…).
Mais ce fut surtout sa façon de faire de l'humour avec le décès de personnes publiques qui fut controversée (voir, par exemple, l'épisode Vedettes mortes). Ainsi, la série a été vivement critiquée pour l'utilisation de Steve Irwin, personnalité publique alors récemment décédée, dans un épisode où il apparaît dans une fête d'Halloween organisée par Satan dans la saison 10. Cet épisode a fait l'objet de quelques articles dans plusieurs journaux. Cependant, ce dont beaucoup de personnes ne se sont pas rendu compte, c'est que lorsque Steve Irwin, une raie dans le cœur, arrive à la fête de Satan, ce dernier, pensant que c'était une blague de mauvais goût faite par un inconnu, lui dit qu'il est trop tôt pour en rire. Ainsi, Parker et Stone ont en réalité attaqué ceux qui se moquaient de la mort de Irwin. En réponse à cette polémique, Parker et Stone ont inclus une attaque dans l'épisode final de la dixième saison, La Coupe Stanley, dans lequel un enfant de l'équipe de hockey de Stan dit en parlant de l'équipe adverse « Ils vont nous tuer plus vite que Steve Irwin dans un bassin rempli de raies » et, après que Stan les rassure qu'ils ne vont pas les tuer, l'enfant répond « C'est ce que disait Steve Irwin avec les raies », pensant qu'il était nécessaire de se moquer de la mort de Irwin maintenant qu'ils en étaient accusés.

### Scientologie
En novembre 2005, South Park a parodié l'Église de Scientologie et ses membres célèbres, tels que les acteurs Tom Cruise et John Travolta dans l'épisode Piégé dans le placard. La star du R&B R. Kelly apparaît aussi dans cet épisode, faisant référence à son « hip-hopera » en douze parties appelé Trapped in the Closet.
Dans cet épisode, le leader de la Scientologie prend Stan pour un sauveur hésitant alors que Cruise, vexé par Stan, s'enferme dans le placard de celui-ci et refuse d'en sortir. « Sortir du placard » est en fait une expression utilisée par les homosexuels lorsqu'ils révèlent leur orientation, référence à l'homosexualité supposée de Cruise, Travolta et de R. Kelly.
Nommée « Closetgate » par le Los Angeles Times (ou « Placard Gate » en français), la controverse a continué lorsque Comedy Central a retiré l'épisode de sa programmation à la dernière minute le 15 mars 2006 (bien qu'il fût diffusé de nombreuses fois depuis). Tom Cruise fut alors accusé de menacer Paramount de se retirer de la promotion de son dernier film Mission impossible 3 si l'épisode était rediffusé (Paramount et Comedy Central sont tous les deux dirigés par Viacom). Bien que les représentants de Paramount et de Tom Cruise ont nié ces allégations, The Independent a déclaré que « personne n'en a cru un seul mot ». Fidèles à eux-mêmes, Parker et Stone ont déclaré : « Donc, scientologues, vous avez peut être gagné CETTE bataille, mais la guerre d'un million d'années pour la Terre vient juste de commencer ! Supprimer temporairement notre épisode ne nous empêchera PAS de garder les Thétans emprisonnés pour toujours dans vos pitoyables corps humains. Nous vous maudissons ! Vous nous avez arrêtés pour l'instant, mais votre plan misérable pour sauver l'humanité va échouer ! Vive Xenu !!! ».
Le Los Angeles Times a rapporté que, « Pour Stone et Parker, Closetgate est un cadeau qu'on leur donne » parce que South Park peut continuer à parodier la Scientologie sans fin. Cet épisode fut récemment nommé pour un Emmy, et fut inclus dans le DVD du 10e anniversaire de South Park, appelé South Park The Hits: Volume 1.
Comme réponse parodique à la manie de l'Église de la Scientologie à poursuivre en justice, l'épisode se termine sur Stan demandant aux scientologues de le poursuivre et le générique de fin ne comporte que « John Smith » ou « Jane Smith ».
South Park a aussi indirectement parodié la Scientologie dans les épisodes Les Super Meilleurs Potes et Le Retour de Chef, dans lesquels la Scientologie n'est jamais mentionnée mais où elle est clairement parodiée. Les Super Meilleurs Potes se moque du culte fictif des « Blaintologues » pour voler l'argent des croyants, pour exiger l'exemption de taxes et pour faire penser aux personnes normales qu'elles sont tristes, ce qui est repris et attribué à la Scientologie dans Piégé dans le placard. De plus, dans les deux épisodes, l'amitié de Stan et Kyle est testée. Dans Les Super Meilleurs Potes, Kyle devient un Blaintologue convaincu et dit à Stan, qui veut quitter le culte, que s'il ne soutient pas ses croyances, ils ne resteront plus longtemps meilleurs amis. Ironiquement, c'est Stan qui se fait embrigader par la Scientologie dans Piégé dans le placard et, lorsque Kyle lui dit qu'il s'inquiète pour lui, Stan lui répète ce que Kyle lui avait dit précédemment. Ce thème, une amitié brisée à cause d'un culte, réapparaît dans Le Retour de Chef, lorsque Chef décide de retourner auprès du « Club Super Aventure » au lieu de rester avec les enfants.
Certains pensent que la première fois que la série a critiqué la Scientologie s'est déroulée dans le court métrage The Gauntlet, qui fut diffusé durant les MTV Awards de 2000. Bien que le court métrage soit à l'origine une parodie de Gladiator, les personnages combattant Russell Crowe dans un Colisée romain, il marque l'apparition de « John Travolta et l'Église de la Scientologie » arrivant dans un vaisseau spatial pour défaire Crowe et essayer de recruter les enfants. Travolta, ainsi que les autres Scientologues, sont dépeints comme dans Battlefield Earth - Terre champ de bataille.

#### Isaac Hayes
Isaac Hayes, qui interprétait Chef, le confident de longue date des enfants, quitta inopinément la série quelques jours avant que l'épisode sur la Scientologie soit rediffusé. Scientologue lui-même, les raisons de son départ furent l'intolérance, affirmant « Il y a un endroit en ce monde pour la satire, mais il y a un temps où la satire prend fin et où l'intolérance et la bigoterie envers les croyances religieuses débutent… Les croyances religieuses sont sacrées pour les hommes et elles devraient toujours être respectées et honorées ». Cependant, certains ont suggéré que Hayes ait pu subir la pression des leaders de sa foi car, moins d'une semaine avant de quitter la série, il déclara dans une interview pour l'émission de radio Opie and Anthony qu'il n'a pas été choqué par l'épisode sur la Scientologie, que Matt et Trey étaient des « offenseurs ne faisant aucune distinction » et que « les gens qui ne savent pas rire ont besoin de se prendre moins au sérieux ». Il est d'autant plus probable qu'il s'agisse de l'influence de son entourage que Hayes, venant de subir un AVC, était affaibli.
En réponse au départ de Hayes, Stone commenta « Il n'avait aucun problème - et il a encaissé plein de chèques - quand notre série se moquait des chrétiens ». Parker et Stone ont évidemment décidé de tuer le personnage de Chef au lieu de le redoubler et ont utilisé le premier épisode de la dixième saison, Le Retour de Chef, pour critiquer une fois de plus la Scientologie. Kyle, faisant l'éloge de Chef à son enterrement à la fin de l'épisode, dit qu'il ne faut pas en vouloir à Chef pour ce qu'il a fait, mais en vouloir à « ce Club à la con d'avoir embrouillé son cerveau ».

### Catholicisme
En décembre 2005, la Catholic League for Religious and Civil Rights protesta contre l'épisode final de la saison 9, Bloody Mary, pour sa représentation de la Vierge Marie saignant du rectum. Le groupe remporta une victoire lorsque Comedy Central déprogramma volontairement l'épisode qui coïncidait avec le début des vacances de Noël. Début 2006, Comedy Central a nié le fait qu'il allait accepter la requête du groupe, à savoir retirer l'épisode des prochaines diffusions et des DVDs. En Nouvelle-Zélande, la chaîne C4 repoussa la date de diffusion de l'épisode après que des prêtres Catholiques ont fait de nombreuses pubs pour encourager le boycott de la chaîne. Cette protestation fit monter l'audience de 600 % durant l'épisode. La Broadcasting Standards Authority fit plus tard une annonce affirmant que « ce dessin animé est si absurde et irréaliste qu'il ne viole pas les standards du bon goût et de la décence dans le contexte où il est diffusé ». Il a été depuis rediffusé sur Comedy Central. SBS en Australie a « différé » l'épisode peut être à cause de ses récents problèmes avec Piégé dans le placard. L'épisode a été diffusé en Australie sur la chaîne payante, The Comedy Channel.
En février 2006, aux Philippines, les autorités ont menacé de bannir South Park de la télévision si elle offensait la sensibilité du pays à majorité catholique. South Park est toujours diffusé aux Philippines en doubles épisodes d'une heure, bien que la série y soit à présent très politisée, et son futur aux Philippines est inconnu.
En 2001, South Park est désormais diffusé sur la chaîne publique Channel V Philippines entre 21 h et 22 h. Parce que la plupart des programmes sont fortement regardés durant cette tranche horaire, la série est classée « Accord Parental Indispensable » (Parental Guidance), à cause de ses blasphèmes, et donc censurée.
Le 2 août 2006, Comedy Central a rediffusé l'épisode à 22 h, de même que le 28 mars 2007 à 21h30.

### Islam
Plus récemment South Park a attaqué indirectement la montée de censure ambiante dans son épisode du 5 avril 2006, Cartoon Wars I, qui se termine sur une phrase annonçant que la deuxième partie du double épisode serait diffusée seulement si Comedy Central ne la déprogramme pas.
L'épisode suivant Cartoon Wars II, diffusé le 12 avril 2006, remplaça une scène avec Mahomet dans Les Griffin par un message précisant que Comedy Central a refusé de montrer une représentation de Mahomet sur leur chaîne. Dans l'épisode, les garçons font un appel contre la censure du directeur du chaîne nommé Doug, référence au président de Comedy Central Doug Herzog. Cette censure vient plusieurs mois après la controverse des caricatures de Mahomet du journal Jyllands-Posten au Danemark. Cependant, il peut être vu dans le générique du début de l'épisode Smug Alert et apparaît dans Les Super Meilleurs Potes, qui fut diffusé le 4 juillet 2001, sans controverse.
Il a été dévoilé par l'intermédiaire de l'écrivain pour AP Télévision David Bauder, citant des sources sûres, que Comedy Central a en réalité décidé de censurer l'image de Mahomet, une situation critiquée dans Cartoon Wars II. De plus, alors que la chaîne refusait de diffuser une image de Mahomet, Comedy Central a choisi de ne pas censurer des images du Christ et de George W. Bush déféquant sur le drapeau américain. Le choix de Stone et Parker fut très critiqué par William A. Donohue du groupe d'anti-diffamation de la Ligue Catholique. Donohue, qui par ailleurs critique souvent South Park, a déclaré que Stone et Parker oubliaient leurs principes et que « les hypocrites ultimes ne sont pas Comedy Central - c'est à eux que revient la décision de diffuser ou non l'image de Mahomet - mais ce sont Parker et Stone »,. À noter que Stone et Parker ont fait le choix de se moquer du Christ pour illustrer l'hypocrisie de la censure dérivant de la satire d'une religion et pas d'une autre, faisant écho à leur position sur la Scientologie. De plus, ces images furent montrées dans le contexte d'une réponse humoristique d'un leader islamiste à la représentation de Mahomet.[réf. souhaitée] L'humour de la situation provient du fait que cette réaction était celle d'Al-Qaïda, redoutée comme devant être violente.
Dans Chattomique, Cartman pense qu'un nouvel enfant, Bahir Hassam Abdul Hakeem, veut bombarder la convention de Hillary Clinton, en visite à South Park. Bien que les accusations de Cartman finissent par être démenties, la famille musulmane déménage de South Park, après avoir été totalement stéréotypée par Cartman.

### Judaïsme et mormonisme
Kyle Broflovski, un des personnages principaux, est de confession juive. Eric Cartman, connu  pour son intolérance, n'hésite par ailleurs jamais à l'insulter copieusement et à faire preuve d'antisémitisme envers lui. Cet antisémitisme est souvent la cause de violentes disputes entre Kyle et Eric. Cependant, l'intolérance de Eric Cartman à l'égard des juifs est une exagération parodique. De nombreux épisodes comme Chupaquhébreux, La Passion du Juif ou Vache rouquemoute moquent et critiquent la communauté Juive orthodoxe et la religion dans son ensemble. Kyle Schwartz, le cousin de Kyle, y est dépeint comme le stéréotype du Juif Ashkenaze.
L'Église de Jésus-Christ des saints des derniers jours, ou plus couramment « mormonisme », a elle aussi été parodiée dans plusieurs épisodes, et en particulier dans Tout sur les mormons. Toutefois elle est représentée (avec humour) comme la bonne religion car seuls les mormons vont au paradis.
Aucune des deux communautés n'a fait parler ses représentants au sujet de la série.